# Nicolas Durand
Nicolas Durand, nascut el 4 d'octubre de 1982 a Tolosa (Llenguadoc), és un jugador de rugbi a XV francès. Ha jugat amb la selecció de França i juga al lloc de mig de melé al Racing Métro 92.
Revelació de la temporada 2004-2005, una lesió al final de temporada el privà d'una possible convocatòria amb la selecció de França.